# Manuel García-Mansilla
Manuel José García-Mansilla (San Carlos de Bariloche, 6 de mayo de 1970) es un abogado y doctor en derecho argentino. Se desempeñó como ministro de la  Corte Suprema de Justicia de la Nación Argentina entre el 27 de febrero y el 7 de abril del 2025, periodo en el cual fue designado en comisión por el presidente Javier Milei y, posteriormente, presentando su renuncia tras el rechazo del Senado a su pliego.

## Biografía

### Familia y primeros años
Manuel José García-Mansilla de Uriburu nació el 6 de mayo de 1970 en San Carlos de Bariloche, provincia de Río Negro, donde sus padres estaban radicados. Fue bautizado el 20 de junio siguiente en la catedral de Nuestra Señora del Nahuel Huapi con los nombres de Manuel José, siendo padrinos sus tíos Camilo Vicente Uriburu Montes y Ana María Eduarda García-Mansilla, y administrando el sacramento el presbítero Pedro Pasino.
Es hijo de Manuel Rafael García-Mansilla de Zavalía y de María Inés de Uriburu Montes. Del lado de su padre, es pentanieto de Manuel José García, primer Ministro de Hacienda de la República Argentina, y de Lucio Norberto Mansilla, primer Gobernador de la provincia de Entre Ríos. También es trastataranieto de Manuel Rafael García Aguirre, notable abogado, juez y diplomático, y tataranieto de Manuel José García-Mansilla, Contraalmirante y Jefe del Estado Mayor de la Armada Argentina. Por su madre es nieto del ex interventor de la provincia de Córdoba José Camilo Uriburu y pariente indirecto de los presidentes José Evaristo Uriburu y José Félix Uriburu.
García-Mansilla contrajo matrimonio con María Dolores Franco Laplace quien, al igual que él, es abogada egresada de la Universidad Católica Argentina, y magíster en Leyes por la Universidad de Georgetown.

### Formación y actuación pública
Es doctor en Derecho, abogado recibido en la Universidad del Salvador. Obtuvo un Máster en Derecho en la Universidad de Georgetown, de Washington D.C, en Estados Unidos.
Comenzó su vínculo con la profesión en el estudio jurídico Uriburu-Bosch & Asociados. En el año 1997 comenzó a trabajar en el estudio jurídico Marval, O’Farrell y Mairal. Brindó asesoramiento legal a empresas petroleras entre 2005 y 2010,En 2014 se convirtió en director ejecutivo de la Cámara de Exploración y Producción de Hidrocarburos. Durante seis años (2019-2024) fue decano de la Facultad de Derecho de la Universidad Austral logrando durante los seis años de su gestión que dicha casa de altos estudios lograra el primer lugar entre las facultades de derecho privadas del país en los rankings internacionales (Ranking QS By Subject). En el año 2023 obtuvo su doctorado en la Facultad de Derecho de la Universidad Austral. Su tesis “El origen histórico del control judicial de constitucionalidad en Estados Unidos y el mito de Marbury v. Madison” obtuvo la calificación Summa cum laude, siendo el tribunal de la tesis compuesto por los doctores: Héctor A. Mairal, Carlos F. Rosenkrantz y Michael D. Gilbert (University of Virginia School of Law). El 31 de diciembre de 2024, al cumplirse el término de su segundo mandato, dejó de ser el Decano de la Facultad de Derecho de la Universidad Austral.

### Candidatura a la Corte Suprema
En marzo de 2024, el presidente Javier Milei anunció la nominación de García-Mansilla para integrar la Corte Suprema de Justicia de la Nación, en reemplazo del ministro Juan Carlos Maqueda. El nombramiento fue oficializado el 27 de mayo de 2024, cuando el presidente envió su pliego al Senado solicitando el acuerdo correspondiente, conforme lo establece el artículo 99, inciso 4 de la Constitución Nacional.
Durante su exposición ante la Comisión de Acuerdos del Senado, García-Mansilla fue consultado sobre si hubiese aceptado una designación en comisión, en referencia al antecedente de los jueces Carlos Rosenkrantz y Horacio Rosatti, quienes fueron nombrados en comisión en 2015 por el entonces presidente Mauricio Macri y posteriormente confirmados por el Senado. García-Mansilla respondió que, en ese contexto y debido al impacto que aquella decisión generó en la opinión pública, él no habría aceptado dicha nominación en comisión. No obstante, aclaró que, desde el punto de vista constitucional, consideraba válido ese mecanismo de designación.

### Designación en comisión como Juez de la Corte Suprema de Justicia de la Nación

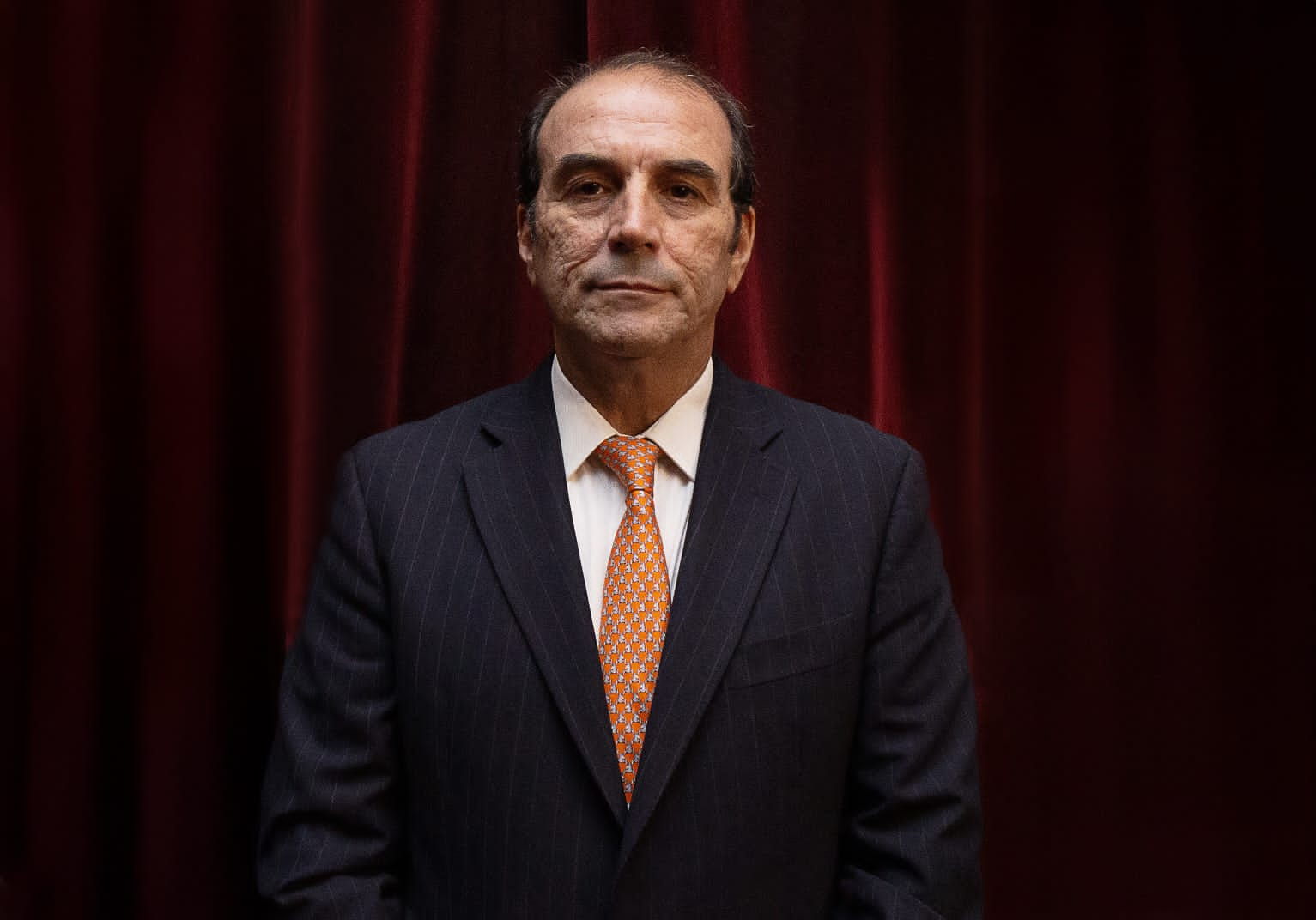
Retrato oficial de García-Mansilla como ministro de la Corte Suprema de Justicia de la Nación en 2025.

El 25 de febrero de 2025, el presidente Javier Milei designó a García-Mansilla como juez de la Corte Suprema de Justicia de la Nación en comisión mediante el decreto N.º 137/2025, en virtud del artículo 99, inciso 19 de la Constitución Nacional, que habilita al Poder Ejecutivo a realizar designaciones de "empleos que requieran el acuerdo del Senado" durante el receso del mismo. La constitucionalidad de este mecanismo generó polémica, ya que algunos especialistas en derecho constitucional la avalaron, en tanto que otros la cuestionaron.
Considerándolo idóneo para el cargo, la Corte Suprema le tomó juramento como ministro del dicho órgano. En fallos posteriores la Corte no emitiría “juicio alguno sobre la validez y el alcance del decreto n° 137/2025” mediante el que se nombró a García-Mansilla. La jura se realizó de modo súbito en una ceremonia en la que no se invitó a sus familiares ni a la prensa.
Posteriormente, el 3 de abril, el Senado de la Nación rechazó el pliego de García-Mansilla con 51 votos negativos y 20 afirmativos.
Finalmente, el 7 de abril, García-Mansilla redactó una carta confirmando su renuncia de forma indeclinable a su cargo y explicó los motivos por los cuales había aceptado la designación en comisión. En esa carta, expuso que su respuesta durante la audiencia en el Senado hacía referencia a una eventual designación en comisión por parte del expresidente Mauricio Macri en 2015, y no a una posible nominación por parte del presidente Javier Milei.